# Żyznów (województwo podkarpackie)
Żyznów – wieś w Polsce, położona w gminie Strzyżów powiatu strzyżowskiego w województwie podkarpackim, nad rzeką Stobnicą, prawym dopływem Wisłoka, przy drodze wojewódzkiej nr 989 łączącej Strzyżów z Lutczą w odległości ok. 5 km od Lutczy i 6 km od Strzyżowa.
| SIMC    | Nazwa           | Rodzaj    |
| ------- | --------------- | --------- |
| 0663462 | Budy            | część wsi |
| 0663479 | Gąsierówki      | część wsi |
| 0663485 | Granica         | część wsi |
| 0663491 | Kisielnice      | część wsi |
| 0663500 | Pawłopol        | część wsi |
| 0663516 | Pod Wiśnią Górą | część wsi |
| 0663522 | Podlesie        | część wsi |
| 0663539 | Siwa Glina      | część wsi |
| 0663545 | Zagórze         | część wsi |

W latach 1975–1998 wieś administracyjnie należała do województwa rzeszowskiego.
Wieś jest siedzibą parafii Przemienienia Pańskiego, należącej do dekanatu Strzyżów, diecezji rzeszowskiej. Parafia ma kościół parafialny murowany wybudowany w roku 1862 oraz filialny (dawna drewniana cerkiew) w Bonarówce z roku 1841.
Przez wieś przebiega licząca 22 km pętla szlaku rowerowego prowadząca ze Strzyżowa przez Brzeżankę, Bonarówkę, Żyznów i Godową z powrotem do Strzyżowa. Trasa prowadzi przez najwyższe wzniesień Pogórza Strzyżowsko-Dynowskiego. Atrakcją trasy są punkty widokowe na dolinę Stobnicy.

## Zabytki
Znajduje się tu zabytkowy zespół pałacowy, zbudowany w I poł. XIX w. przez Łempickich na miejscu dworu wzmiankowanego w 1536. Zachowały się w nim sklepione kolebkowo piwnice z połowy XVII w. Do kompleksu należy budynek administracyjny zwany Andrzejówką, stajnia i park ze sztuczną wyspą, założony przed 1877 przez Marię Straszewską. 

## Historia
Miejscowość była poświadczona jako już wcześniej istniejąca w 1390, w dokumencie Władysława II Jagiełły dla Czadora z Potoka.
W latach 1424–1426 Żyznów posiadali bracia Piotr i Klemens, w 1436 wieś dzielili Kiełcz z Prochny (Żyznów Górny) oraz Pakosz ze Strzyżowa i Czudca (Żyznów Dolny). Spadek po Pakoszu przejęli w 1460 Jan i Mikołaj Strzyżowscy herbu Gozdawa, po czym umowa działowa z 1462 przyznała Żyznów Dolny Mikołajowi, dyplomacie królewskiemu do spraw osmańskich. W XV w. dziedzicami Żyznowa Górnego byli Czepielewscy herbu Gryf. W 1474 w Żyznowie Dolnym funkcjonowała ława sołecka.
Rejestr publiczny z 1536 oszacował wartość Żyznowa Dolnego, zamieszkanego przez 41 kmieci i sołtysa, w rękach Stanisława Domaradzkiego, na 800 grzywien, a Żyznowa Górnego, zamieszkanego przez 26 rodzin chłopskich, w rękach Fidelisy Szafranowskiej – na 500 grzywien. W 1581 liczący 41 zagród Żyznów Dolny należał do Bączalskich z Jedlicza i do parafii św. Anny w Kołaczycach, a liczący 32 zagrody Żyznów Górny – do starosty rabsztyńskiego, kalwińskiego przywódcy reformacji w Małopolsce Seweryna Bonera młodszego (od 1585 kasztelana bieckiego i od 1590 krakowskiego, syna Seweryna, zm. 1592) i do parafii Wniebowzięcia Najświętszej Maryi Panny w Lutczy. Pod datą 1596 niezachowana rękopiśmienna kronika dworska rodziny Łempickich miała odnotować zgon Sobka, syna zagrodnika z Żyznowa Górnego, kawalkatora królewskiego przy dworze na Wawelu i członka Sodalicji Mariańskiej, od 1564 organizatora kontrreformacji w Żyznowie, w wieku 115 lat i jego pogrzeb z udziałem prepozyta tarnowskiego Krzysztofa Kazimirskiego.
Żyznów Górny trafił poprzez małżeństwo Zofii Bonerówny z Janem Firlejem w posiadanie jego rodziny, w XVII w. stał się własnością Ciepielewskich z Domaradza, a później Józefa Radziwiłła. Żyznów Dolny należał pod koniec XVIII w. do Dydyńskich.
W połowie XIX w. przy dworze w Żyznowie istniały dwa folwarki, z których jeden nosił nazwę Pawlapol. W 1846 podczas rabacji galicyjskiej dziedzic Żyznowa, Hilary Łempicki, został dotkliwie pobity przez miejscowych chłopów. W latach 1857–1862 powstał z jego fundacji kościół Przemienienia Pańskiego i św. Barbary w Żyznowie, poświęcony przez proboszcza dobrzechowskiego Feliksa Buchwalda w sierpniu 1864. W 1875 majątek odziedziczyła córka Hilarego, Maria Straszewska, która pozostawiła go w 1877 córkom, Helenie Łosiowej i Jadwidze (zm. 1890).
W 1896 powstała w Żyznowie szkoła powszechna, do której uczniowie uczęszczali na mocy obowiązku szkolnego. Jej pierwszym dyrektorem był do 1933 Edward Łabucki, a budynek szkolny powstał w latach 1902–1905 wysiłkiem mieszkańców i przy głównym udziale środków gminnych. W 1898 nowym właścicielem Żyznowa został po zmarłej żonie Witold Łoś. W 1908 Łoś wyposażył kościół i sfinansował zastąpienie dachu gontowego blaszanym. W 1910 w reakcji na decyzję podjętą bez jego udziału przez radę parafialną w Lutczy, gdzie był kuratorem kościoła, podjął starania o wydzielenie z terenu kościoła w Lutczy parafii w Żyznowie, zakończone zezwoleniem biskupa przemyskiego Józefa Sebastiana Pelczara w 1913. Do czasu budowy plebanii pierwszy proboszcz (do 1923), Józef Bienienda, rezydował we dworze. 
W 1917 Łoś sprzedał majątek żyznowski powracającemu z czteroletniego kontraktu przemysłowego w Berlinie inżynierowi Stanisławowi Bylickiemu (synowi Franciszka) i jego żonie Róży z Grudzińskich. 
W roku szkolnym 1923/1924 w folwarku Pawłopol (Pawlapol) odbył się pierwszy obóz harcerski dla skautów z drużyny przy I Gimnazjum w Rzeszowie pod opieką nauczyciela Szczęsnego Jasiewicza, latem 1926 ćwiczyli tam również skauci z drużyny przy II Gimnazjum w Rzeszowie pod opieką Adama Przybosia.
Podczas okupacji niemieckiej z lat II wojny światowej w dworze stacjonował sztab niemiecki, natomiast właściciele zajmowali część oficyny. Stanisław Bylicki prowadził wśród chłopów akcję propagandową, a jego dzieci, Katarzyna, Maria Magdalena, Wojciech i Andrzej, należały do podziemia akowskiego. W okresie Akcji „Burza” Katarzyna i Maria prowadziły szkolenia sanitarne Wojskowej Służby Kobiet i punkt opatrunkowy. Zasadzki na członków podziemia organizowane dwukrotnie w pobliżu dworu przez niemiecką żandarmerię zostały udaremnione dzięki ostrzeżeniu komendanta posterunku policji granatowej w Strzyżowie, Zygmunta Andresa ps. Krogulec, który współpracował z AK. Byliccy uciekli przed wkroczeniem Armii Czerwonej do pozostającego w rękach niemieckich Krakowa, a w pałacu zorganizowany został szpital wojskowy dla rannych uczestników walk na froncie w rejonie Gogołowa w ramach operacji dukielsko-preszowskiej i wiślańsko-odrzańskiej od lipca 1944 do lutego 1945.
W 1944 grunty rolne majątku Bylickich o łącznej powierzchni 280 ha zostały rozparcelowane na mocy reformy rolnej. Po przeprowadzeniu reformy w latach 1945–1948 w pałacu działało sanatorium przeciwgruźlicze pod kierownictwem Włodzimierza Lewickiego, który założył w Żyznowie ośrodek zdrowia. Od czasu likwidacji sanatorium, którego oparcie w gospodarce rolnej skrytykował w imieniu wsi Andrzej Korab, przez Ministerstwo Zdrowia w 1949 mieści się tam Państwowy Dom Dziecka.
W latach 1981–1983 rejon Żyznowa był miejscem polowań dewizowych dla myśliwych z Europy Zachodniej zorganizowanych przez koło łowieckie Daniel w Strzyżowie.